# Sant Front (Alt Loira)
Saint-Front és un municipi francès situat al departament de l'Alt Loira i a la regió d'Alvèrnia-Roine-Alps. L'any 2007 tenia 482 habitants.

## Demografia

### Població
El 2007 la població de fet de Saint-Front era de 482 persones. Hi havia 210 famílies de les quals 64 eren unipersonals (32 homes vivint sols i 32 dones vivint soles), 73 parelles sense fills, 61 parelles amb fills i 12 famílies monoparentals amb fills.
La població ha evolucionat segons el següent gràfic:
Habitants censats

### Habitatges
El 2007 hi havia 425 habitatges, 212 eren l'habitatge principal de la família, 188 eren segones residències i 24 estaven desocupats. 385 eren cases i 29 eren apartaments. Dels 212 habitatges principals, 153 estaven ocupats pels seus propietaris, 57 estaven llogats i ocupats pels llogaters i 2 estaven cedits a títol gratuït; 6 tenien una cambra, 12 en tenien dues, 42 en tenien tres, 69 en tenien quatre i 83 en tenien cinc o més. 129 habitatges disposaven pel capbaix d'una plaça de pàrquing. A 101 habitatges hi havia un automòbil i a 75 n'hi havia dos o més.

### Piràmide de població
La piràmide de població per edats i sexe el 2009 era:
| Homes | Edats   | Dones |
| ----- | ------- | ----- |
| 0     | 95 o +  | 0     |
| 0     | 90 a 94 | 4     |
| 8     | 85 a 89 | 4     |
| 8     | 80 a 84 | 4     |
| 8     | 75 a 79 | 20    |
| 16    | 70 a 74 | 28    |
| 16    | 65 a 69 | 8     |
| 24    | 60 a 64 | 12    |
| 28    | 55 a 59 | 24    |
| 8     | 50 a 54 | 8     |
| 20    | 45 a 49 | 16    |
| 16    | 40 a 44 | 20    |
| 28    | 35 a 39 | 4     |
| 20    | 30 a 34 | 20    |
| 16    | 25 a 29 | 20    |
| 24    | 20 a 24 | 12    |
| 16    | 15 a 19 | 16    |
| 16    | 10 a 14 | 0     |
| 4     | 5 a 9   | 8     |
| 0     | 0 a 4   | 12    |

## Economia
El 2007 la població en edat de treballar era de 291 persones, 223 eren actives i 68 eren inactives. De les 223 persones actives 211 estaven ocupades (125 homes i 86 dones) i 12 estaven aturades (7 homes i 5 dones). De les 68 persones inactives 35 estaven jubilades, 18 estaven estudiant i 15 estaven classificades com a «altres inactius».

### Ingressos
El 2009 a Saint-Front hi havia 194 unitats fiscals que integraven 418 persones, la mediana anual d'ingressos fiscals per persona era de 14.651 €.

### Activitats econòmiques
Dels 22 establiments que hi havia el 2007, 2 eren d'empreses alimentàries, 3 d'empreses de fabricació d'altres productes industrials, 3 d'empreses de construcció, 2 d'empreses de comerç i reparació d'automòbils, 1 d'una empresa de transport, 8 d'empreses d'hostatgeria i restauració, 1 d'una empresa immobiliària, 1 d'una empresa de serveis i 1 d'una empresa classificada com a «altres activitats de serveis».
Dels 7 establiments de servei als particulars que hi havia el 2009, 1 era un taller de reparació d'automòbils i de material agrícola, 1 paleta, 1 lampisteria, 1 electricista i 3 restaurants.
Dels 3 establiments comercials que hi havia el 2009, 1 era una botiga de menys de 120 m² i 2 fleques.
L'any 2000 a Saint-Front hi havia 54 explotacions agrícoles que ocupaven un total de 2.583 hectàrees.

## Equipaments sanitaris i escolars
El 2009 hi havia una escola elemental.

## Poblacions més properes
El següent diagrama mostra les poblacions més properes.